# Dryade à queue fourchue
Thalurania furcata
Espèce
Statut de conservation UICN

 LC  : Préoccupation mineure
Répartition géographique
Statut CITES
La Dryade à queue fourchue, Thalurania furcata, est une espèce de colibris de la sous-famille des Trochilinae.

## Habitat
Elle fréquente les forêts humides tropicales et subtropicales.
de basses et hautes altitudes et les forêts primaires fortement dégradées.

## Répartition et sous-espèces
Selon la classification de référence du Congrès ornithologique international (14.2, 2025) elle se répartit en 13 sous-espèces :
- T. f. refulgens Gould, 1853 — péninsule de Paria et sierra de Cumaná ;
- T. f. furcata (Gmelin, 1788) — plateau des Guyanes ;
- T. f. fissilis Berlepsch & Hartert, 1902 — est du Venezuela, ouest du Guyana et Roraima ;
- T. f. orenocensis Hellmayr, 1921 — amont de l'Orénoque ;
- T. f. nigrofasciata (Gould, 1846) — est de la Colombie, sud du Venezuela et amont du rio Negro ;
- T. f. viridipectus Gould, 1848 — ouest de l'Amazonie ;
- T. f. jelskii Taczanowski, 1874 — est du Pérou et ouest du Brésil ;
- T. f. simoni Hellmayr, 1906 — sud-est di Pérou et du Brésil ;
- T. f. balzani Simon, 1896 — Amazonie (au sud de l'Amazone et du rio Tapajós) ;
- T. f. furcatoides Gould, 1861 — est de l'Amazonie ;
- T. f. boliviana Boucard, 1894 — sud-est du Pérou et nord-ouest de la Bolivie ;
- T. f. baeri Hellmayr, 1907 — sud de l'Amazonie et Gran Chaco ;
- T. f. eriphile (Lesson, 1832) — sud du Cerrado et Paraguay.